# Ivan Putski
Józef Bednarski, meglio conosciuto con il ring name Ivan Putski (Cracovia, 21 gennaio 1941), è un ex wrestler polacco.
Putski è un ex WWF World Tag Team Champion insieme a Tito Santana. Ebbe un celebre feud con Billy Graham per il titolo WWF World Heavyweight Championship, e poiché entrambi i wrestler possedevano una grande forza e fisici muscolosi ed atletici, ciò portò ad una serie di confronti tra i due che compresero, oltre che canonici match, anche gare di pose e gare di braccio di ferro. Altri suoi rivali principali in carriera inclusero Iron Sheik, Ivan Koloff e Jesse Ventura (che lo prendeva in giro storpiandone il cognome "Putski" in "Puduski").

## Inizi
Józef Bednarski nacque in Polonia ma emigrò negli Stati Uniti in giovane età. La sua famiglia si stabilì in Texas, dove egli iniziò la sua carriera nel wrestling professionistico.

## Carriera nel wrestling

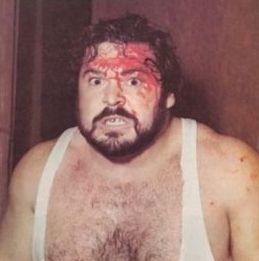
Ivan Putski nel 1974

Ribattezzatosi Ivan Putski, nel 1973 vinse per due volte il titolo NWA Texas Tag Team Championship lottando in coppia con José Lothario.
Putski divenne in fretta uno dei wrestler più famosi in Texas. Lottava spesso allo Sportatorium, un'arena riservata al wrestling situata a Dallas. In questo primo periodo di carriera, il suo personaggio sul ring era quello del grassottello "bravo ragazzo" un po' credulone ed ingenuo, con forti connotazioni comiche, che spesso riusciva "miracolosamente" a schienare il proprio avversario solo grazie alla fortuna. Inoltre, veniva frequentemente presentato come un sopravvissuto ai campi di concentramento, in modo da generare ulteriore simpatia verso di lui da parte del pubblico di tutte le età.
Nel 1974, Putski lavorò per qualche tempo nella American Wrestling Association.
Prima di lasciare la federazione, Ivan perse gran parte del suo peso in eccesso dopo esserci cimentato nel body building. Benché piccolo di statura (173 cm di altezza), Bednarski si costruì un fisico possente grazie all'allenamento in palestra e al sollevamento pesi.

### World Wide Wrestling Federation/World Wrestling Federation
Putski debuttò nella World Wide Wrestling Federation (WWWF) nel 1974. Mentre si trovava in WWWF ebbe rivalità con molti wrestler, inclusi Bruiser Brody, Stan Hansen, ed Ivan Koloff. Il 25 giugno 1976 a Showdown at Shea sconfisse Baron Mikel Scicluna. Quattro anni dopo, il 9 agosto 1980 Putski riportò un'altra vittoria allo stesso evento, sconfiggendo Johnny Rodz.
Il 22 ottobre 1979, in coppia con Tito Santana, sconfisse Johnny & Jerry Valiant aggiudicandosi il WWF World Tag Team Championship. I due detennero le cinture di campioni di coppia per sei mesi prima di essere sconfitti dai The Wild Samoans.
Negli anni ottanta lavorò nella rinominata World Wrestling Federation, scontrandosi principalmente con Roddy Piper e Sgt. Slaughter. Nel 1986 decise di prendersi un periodo di pausa. Tornò quindi a combattere nel circuito indipendente, facendo anche qualche apparizione occasionale in WWF in qualità di jobber.
Nel maggio 1981 vinse l'ultimo titolo di prestigio in coppia con Wahoo McDaniel sconfiggendo Dory Funk Jr. e Larry Lane per le cinture SWCW World Tag Team Championship. Nel novembre 1985, Randy Savage sconfisse Ivan Putski nel primo round dell'evento Wrestling Classic.

### Ritorno in WWF
Nel 1995, Ivan venne introdotto nella WWF Hall of Fame dal figlio Scott. Padre e figlio tornarono nel luglio 1997 per sconfiggere Jerry Lawler e Brian Christopher in un incontro di coppia svoltosi a Raw is War.

### International Championship Wrestling
Dopo un primo ritiro dal ring, nel 1996, Putski tornò a lottare da "face" per la International Championship Wrestling. Vinse vari match nella compagnia, ma non riuscì mai a conquistare un titolo ICW.

### Ritiro
Dopo aver abbandonato il mondo del wrestling, Józef Bednarski si dedicò principalmente al culturismo, partecipando a numerose gare del settore.

## Vita privata
Suo figlio, Scott Putski, è anch'esso un wrestler. Lottò sia nella World Wrestling Federation che nella World Championship Wrestling.
Dal 2002 al 2007 Bednarski lavorò come guardia di sicurezza presso la Jack C. Hays High School di Buda, in Texas.
L'8 gennaio 2012, Ivan Putski venne ammesso nella Cloverleaf Radio Hall of Fame.

## Personaggio

### Mossa finale
- Polish Hammer (Double axe handle al petto dell'avversario)[4]

### Soprannomi
- "Polish Power"
- "The Polish Hammer"
- "The Polish Piledriver"

## Titoli e riconoscimenti
- Big Time Wrestling
  - NWA American Tag Team Championship (1) – con José Lothario
  - NWA Texas Tag Team Championship (2) – con José Lothario
- Pro Wrestling Illustrated
  - PWI Tag Team of the Year (1979) con Tito Santana
  - 170º nella lista dei migliori 500 wrestler durante i "PWI Years" del 2003
  - 92º (con Tito Santana) nella lista dei 100 migliori tag team dei "PWI Years" nel 2003
- Southwest Championship Wrestling
  - SCW World Tag Team Championship (1) – con Wahoo McDaniel
- World Wrestling Federation
  - WWF Hall of Fame (Classe del 1995)
  - WWF World Tag Team Championship (1) – con Tito Santana
- Wrestling Observer Newsletter
  - Readers' Least Favorite Wrestler (1984)
  - Worst Wrestler (1984)